# Guignardia camelliae
Guignardia camelliae är en svampart som först beskrevs av Mordecai Cubitt Cooke, och fick sitt nu gällande namn av E.J. Butler ex Petch 1923. Guignardia camelliae ingår i släktet Guignardia och familjen Botryosphaeriaceae.   Inga underarter finns listade i Catalogue of Life.